# Jacques Lejeune (peintre)
 (novembre 2012).
Si vous disposez d'ouvrages ou d'articles de référence ou si vous connaissez des sites web de qualité traitant du thème abordé ici, merci de compléter l'article en donnant les références utiles à sa vérifiabilité et en les liant à la section « Notes et références ».
Pour les articles homonymes, voir Jacques Lejeune (homonymie) et Lejeune.
Jacques Lejeune est un peintre belge né le 20 octobre 1931 à Etterbeek (Bruxelles).

## Activités artistiques
Peintre de nus, paysages, natures mortes, fleurs, fresquiste, sculpteur.

## Biographie
- Élève de l'école des arts décoratifs de Saint-Luc de Bruxelles (1951-1955) l'académie des beaux-arts d'Etterbeek(1951-1955).
- Institut supérieur d'histoire de l'art et d'archéologie de Bruxelles (1953-1958).
- Académie Royale des beaux arts de Bruxelles (1960-1963).

Élève des maîtres : Léon Devos, Albert Philippot, Armand Paulis et Georges Rogy.
- 1957-1963 : professeur à l'École Normal Supérieur Saint Thomas à Bruxelles
- 1957-1965: Conférencier auprès des musées Royaux de Belgique
- 1963 En association avec José Fabri Canti participe activement à la création de CYRNE ARTE (centre artistique et culturel international en Corse)
- 1975-1988 : sculpture sur bois et peinture sur bois en liaison avec le groupement des ébéniste d'art du faubourg saint Antoine à Paris.
- 1977 : Exposition "meubles tableaux" au centre Georges Pompidou, Musée d'art moderne à Paris.
- 1987 : abandonne la sculpture pour se consacrer uniquement à la peinture.
- 1989 : Fait partie de l'équipe des artistes peintres de la galerie d'art de la place Beauvau (Paris)
- 1990-1993 participe aux salons de la peinture figurative contemporaine de Mulhouse.
- 2000 : invité d'honneur pour le 10e anniversaire de la création du salon d'art Couturiot.
- 2004 : invité d'honneur pour le 20e anniversaire du salon des artistes peintres contemporains.

## Distinctions et récompenses
Belgique
- 1955 : Médaille d'argent de la ville d'Etterbeek
- 1955 : Médaille d'argent ru Royaume de Belgique

France
- 1980 : Médaille de la ville de Mantes la jolie
- 1986 : Médaille d'or de la création artistique
- 1990 : Médaille d'argent au titre des arts, de l'éducation civique.
- 1999 : Médaille d'or au titre des arts, du mérite et du dévouement Français.
- 2002 : "Chevalier" dans l'ordre des arts et des lettres

Italie
- 1995 : Académicien, de l'Académia Internazionale di Lettere-Arti-Scienze
- 1998 : Grand Officier dans l'Ordine Accadémico Internazionale "Greci-Marino" del Verbano
- 2004 : nommé "Conseiller adjoint national honoraire pour la France

## Œuvres visibles
- Musée de la Couture-Boussey
- Quelques œuvres sur : http://www.monalbum.fr/Album=J3BAIHV6
- Galerie d'art de l'hôtel de Saulx (Beaune) : http://www.galerie-beaune.com/wp-content/uploads/2011/03/10f-la-coupe-de-fruits.jpg